# Asclepias lanceolata
Asclepias lanceolata ist eine Pflanzenart der Gattung Seidenpflanzen (Asclepias) aus der Unterfamilie der Seidenpflanzengewächse (Asclepiadoideae).

## Merkmale

### Vegetative Merkmale
Asclepias lanceolata ist eine ausdauernde, krautige, aufrecht wachsende Pflanze mit einem Rhizom bestehend aus knolligen Wurzeln. Die einjährigen Triebe sind schlank und unverzweigt bis wenig verzweigt, 50 bis 120 cm (150 cm) hoch, und kahl. Sie sterben im Herbst komplett ab und treiben im späten Frühjahr aus dem Wurzelstock wieder aus. Die Blätter sind gegenständig und ungestielt bis kurz gestielt. Es werden nur etwa drei bis sechs Blattpaare ausgebildet. Die Internodien sind entsprechend relativ lang (ca. 15 bis 25 cm). Die Blattspreiten sind linealisch-lanzettlich und eng gespitzt am äußeren Ende, die Basis ist spitz bis stumpfwinklig. Sie sind 7 bis 25 cm lang, 0.5 bis 1,7 cm breit, fest häutig und kahl. Die Unterseite ist mit einer leicht grau-bläulichen oder weißlichen wachsartigen Substanz überzogen.

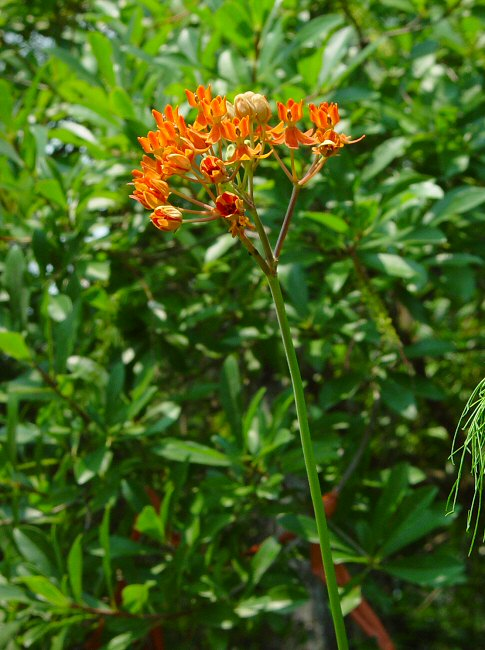
Habitus und Blütenstand

### Blütenstand und Blüten
Die endständigen, wenigblütigen (Durchschnitt 7 Blüten) und gestielten Blütenstände stehen einzeln oder paarig (bis drei). Die Stiele werden 1,5 bis 7,5 cm lang. Die, mäßig großen zwittrigen und gestielten Blüten sind fünfzählig und zygomorph; sie besitzen eine doppelte Blütenhülle. Die Stiele sind 1 bis 2 cm lang. Die Kelchblätter sind dreieckig-lanzettlich und 2,5 bis 4 mm lang. Die Blütenkrone ist radförmig mit stark zurück gebogenen, 9 bis 10 mm langen, gelborangen bis tief roten Kronblättern. Die einreihige, gelbe, orangefarbene oder rötliche Nebenkrone ist gestielt, der zylindrische Stiel ungefähr 2 mm lang und 1,5 mm breit. Die Zipfel der staminalen Nebenkrone sind im Umriss breit-länglich, 5 bis 6 mm lang und am äußeren Ende gerundet. Die hornförmigen Sekundärfortsätze an der Innenseite der Zipfel sind nadelförmig und kürzer als die Zipfel; sie neigen sich über der Griffelkopf zusammen. Der Griffelkopf ist schmal-konisch, ungefähr 3 mm lang und 2,5 mm breit. Die Blüten produzieren reichlich Nektar.

### Früchte und Samen
Die paarigen Balgfrüchte stehen aufrecht auf U-förmig gebogenen Stielen. Sie sind schmal spindelförmig, 8 bis 10 cm lang und ungefähr 1 cm dick. Die Oberfläche ist glatt und kahl. Die Samen sind breit-eiförmig, ungefähr 1 cm lang mit einem etwa 3,5 cm langen Haarschopf.

### Ähnliche Arten
Asclepias lanceolata ist nahe mit Asclepias rubra verwandt. Trotz ähnlicher Verbreitungsgebiete, Habitate und Blühzeiten wurden bisher keine Hybriden beobachtet.

## Geographische Verbreitung und Ökologie
Das Verbreitungsgebiet erstreckt sich über die südöstlichen USA (Alabama, Delaware, Florida, Georgia, Louisiana, Mississippi, New Jersey, North Carolina, South Carolina, Texas und Virginia). Sie wächst dort in brackischen Marschen bis Süßwassermarschen, feuchten Pinienwäldern und Lichtungen, und blüht von (Februar) Mai bis August. Die Blüten sind 5 bis 7 Tage offen, bevor sie verwelken. Hauptbestäuber sind Schmetterlinge, darunter an erster Stelle Danaus gilippus, gefolgt von verschiedenen Schwalbenschwanz-Arten (Papilio sp.).

## Taxonomie und Systematik
Das Taxon wurde von Thomas Walter 1788 erstmals beschrieben. Die Plant List akzeptiert das Taxon als gültige Art.
Es existieren eine ganze Reihe von Synonymen:
- Asclepias serpentaria Raf. (1817)[4]
- Asclepias paupercula Michx. (1803)[5]
- Asclepias lanceolata var. paupercula (Michx.) Fernald (1935).
- Asclepias lanceolata var. paupercula f. flaviflora Fernald (1943)

## Belege